# Metro de Boston
El metro de Boston és un sistema de ferrocarril metropolità de l'àrea metropolitana de Boston que forma part de l'autoritat anomenada Massachusetts Bay Transportation Authority (MBTA). Localment se l'anomena com a rapid transit, subway o T.
La xarxa està formada per tres línies de metro (línies vermella, blava i taronja) i dues de metro lleuger (línia verda i línia d'alta velocitat Ashmont-Mattapan, aquesta última mostrada als mapes com a part de la línia vermella). La MBTA també considera que les cinc línies d'autobusos d'altes prestacions (Silver Line) també es part de la xarxa de metro, encara que no sigui transport ferroviari.

## Història

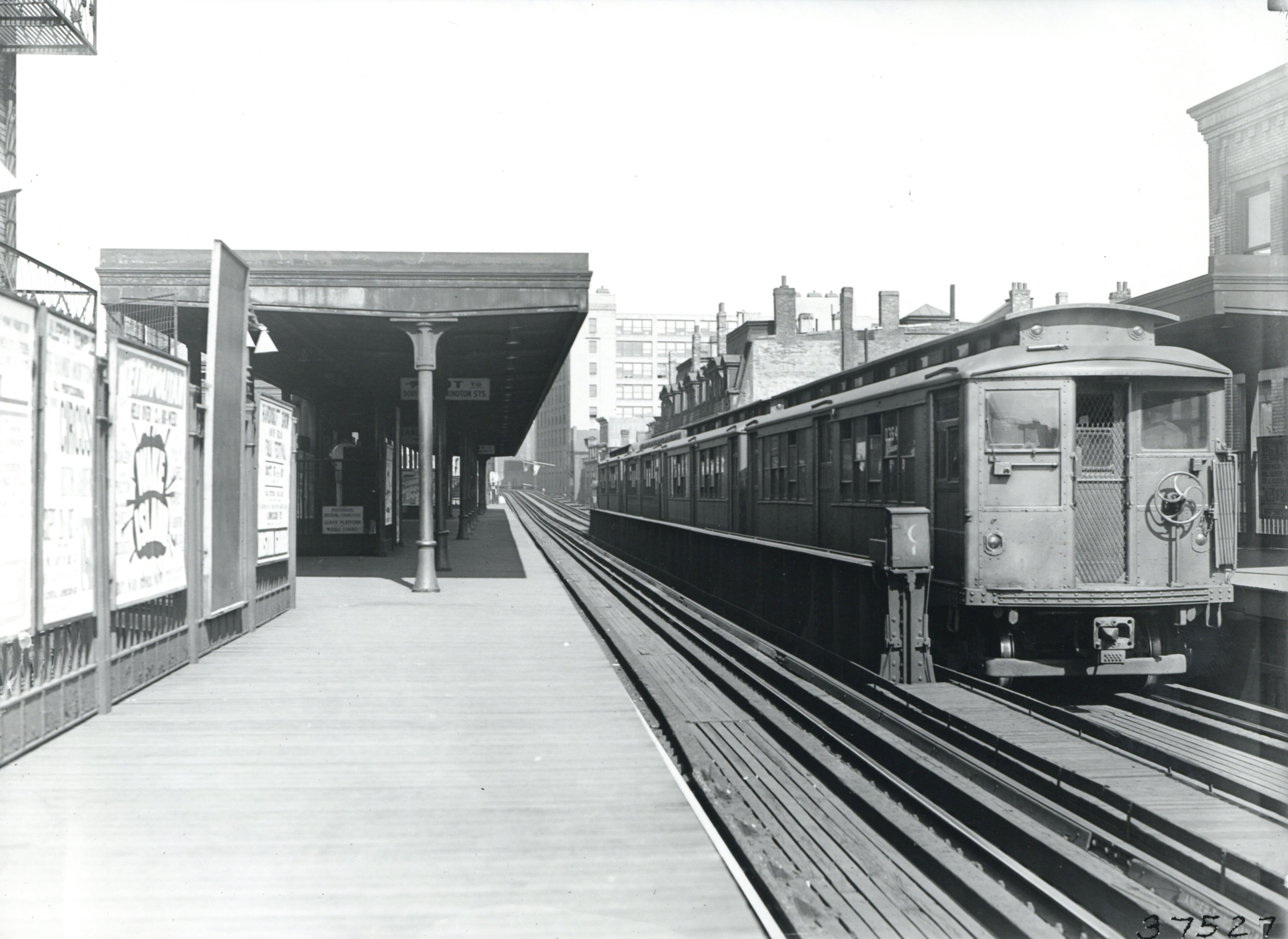
Tren de la línia taronja a l'estació Dover Street, al tram elevat de Washington Street Elevated, actualment clausurat.

El setembre del 1897 es va inaugurar un túnel de quatre vies per a tramvies entre les estacions de Park Street i Boylston. Avui dia, aquest segment conegut com a Tremont Subway forma part de la línia verda i va ser el primer túnel amb transport ferroviari urbà obert als Estats Units.
L'elevat trànsit de tramvies al centre de Boston va comportar que es decidís crear una xarxa de túnels tramviaris i de ferrocarrils elevats que travessessin el centre de la ciutat. Amb aquestes línies segregades de la resta del trànsit s'evitarien molts dels retards causats per aturades en cruïlles i també es podria augmentar la capacitat.
La companyia Boston Elevated Railway (BERy) va obrir la primera línia de la seva xarxa l'any 1901, consistint amb una línia nord-sud amb quatre segments. Aquesta línia, anys més tard es convertiria amb la línia taronja. A l'extrem nord, un tram elevat conegut com a Charlestown Elevated; a l'extrem sud, un tram elevat conegut com a Washingtom Street Elevated. Al centre de Boston, la línia es dividia en dos recorreguts que connectaven tant amb la part nord com amb la part sud. El recorregut per l'est es feia a través del tram elevat d'Atlantic Avenue Elevated i el tram per l'oest es feia a través del Tremont Subway, actualment part de la línia verda. El 1908, aquesta línia deixaria de circular pel tram compartit amb la línia verda i entraria en servei un túnel per sota el centre de la ciutat: el Washington Street Subway.
L'any 1904 entra en servei la línia subterrània de tramvies entre Maverick Square i Court Square, predecessora de la línia blava. El 1924 es va reconvertir en línia de metro. El 1909 entra en servei la línia vermella, entre Harvard Square i Park Square, al centre de la ciutat.
Durant els següents anys, totes les línies de metro i de metro lleuger van anar estenent-se per la ciutat. Per exemple, el 1929 s'inaugura la línia d'alta velocitat de Mattapan, que malgrat el nom, no deixa de ser una línia de tramvia que circula segregada de la resta del trànsit.
No obstant, hi va haver alguns segments d'algunes línies de metro que es van clausurar o es van soterrar:
- El 1938 es va clausurar l'Atlantic Street Avenue, fent que els trens de la línia taronja passessin a circular exclusivament pel Washington Street Subway.
- El 1961 es clausura el ramal de Pleasant Street de la línia verda.
- El 1969 es clausura el ramal A de la línia verda.
- El 1975 se soterra el tram elevat de l'extrem nord de la línia taronja (Charlestown Elevated).
- El 1987 se soterra el tram elevat de l'extrem sud de la línia taronja (Washington Street Elevated).

L'any 1965 s'assignen els colors actuals a les línies de metro i passen a ser anomenades oficialment segons el color.
El 2002 entra en servei la primera línia d'autobús d'altes prestacions (BRT), conegut com a Silver Line. Aquesta línia té un tram soterrat, entre World Trade Center i South Station.

## Xarxa de metro

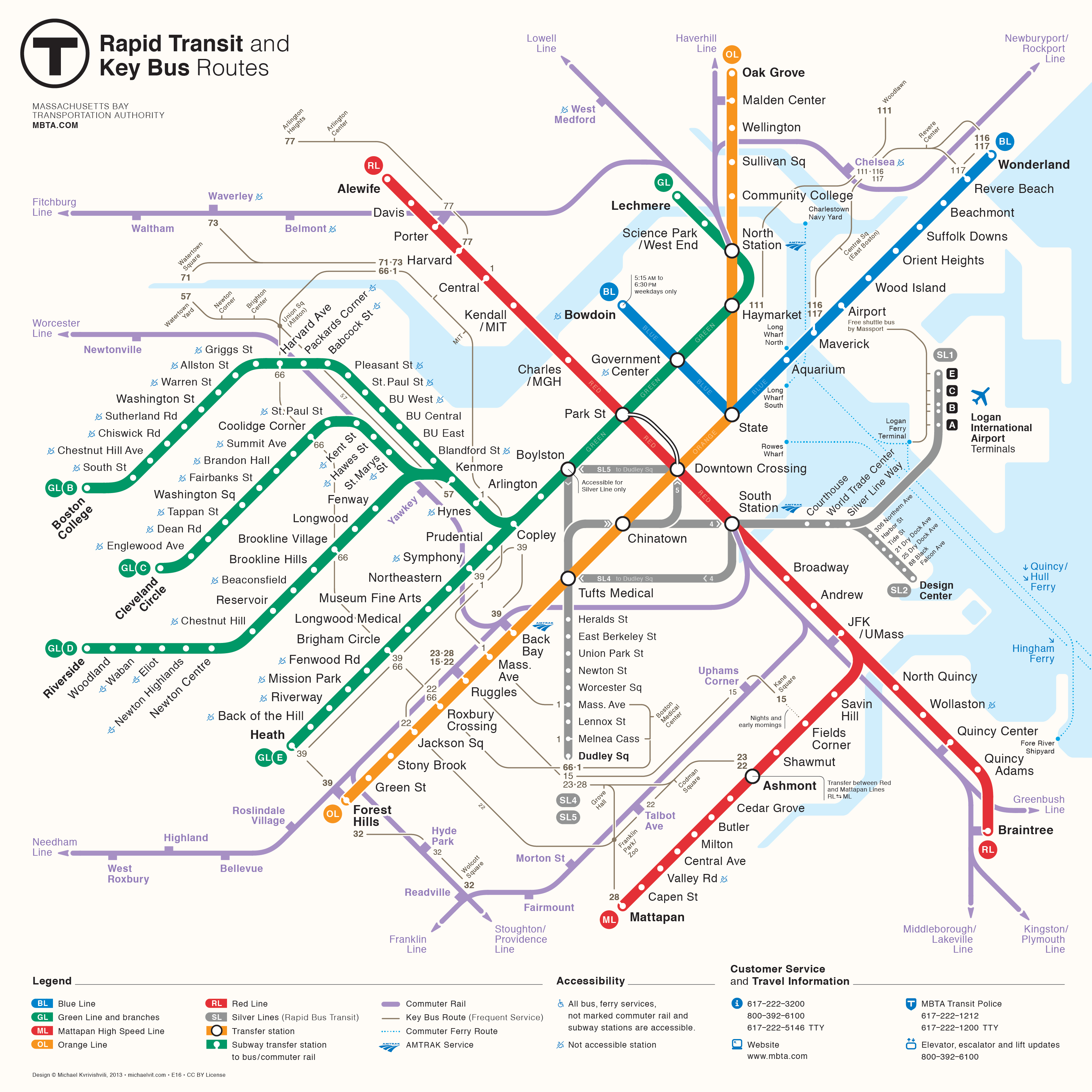
Plànol de la xarxa

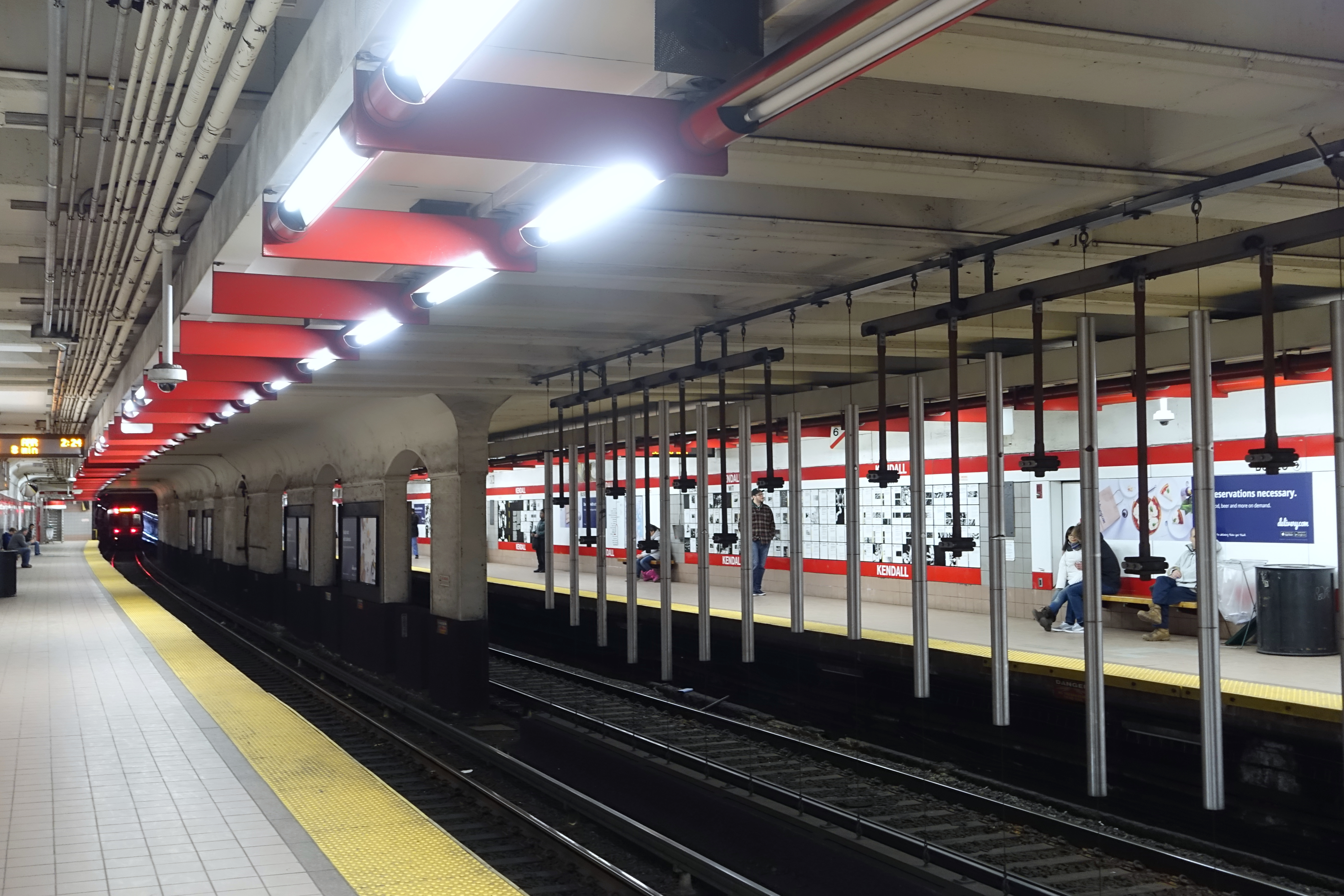
Estació de Kendall / MIT

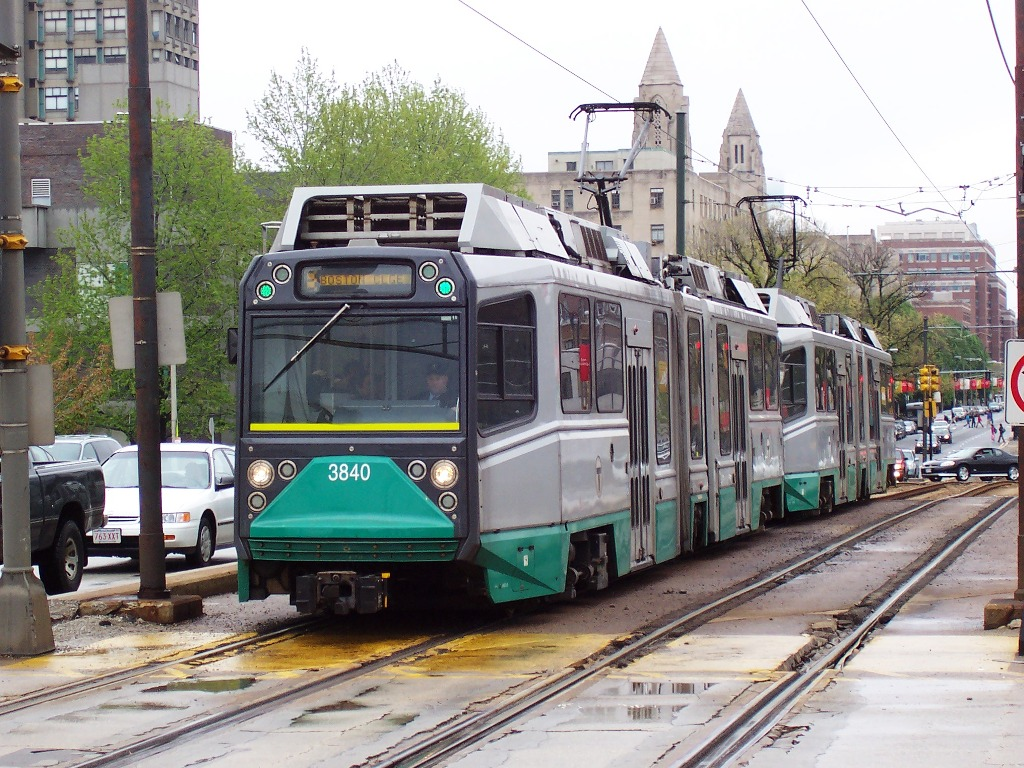
Ramal B de la línia verda

### Línies
La xarxa consta de 3 línies de metro, 2 de metro lleuger i una línia subterrània d'autobús. Hi ha 133 estacions en servei i 7 més en construcció a Somerville.
Les tres línies de metro tradicional són la línia blava, que és una antiga línia de tramvia que va des de Revere fins al centre de Boston; la línia taronja, que s'ha convertit d'una línia elevada nord-sud; i la línia vermella, que circula entre Cambridge i Ashmont o Braintree.
Les línies de metro lleuger inclouen la línia verda, que consta de 4 ramals i un tram central subterrani i la línia d'alta velocitat Ashmont-Mattapan.
Tres línies de la Silver Line (SL1, SL2 i SL3) circulen en un túnel subterrani en una part del seu recorregut, oferint transbordament directe amb la línia vermella a South Station.
| Línia | Línia                                                                    | Recorregut | Inauguració | Longitud | Nombre d'estacions | Passatgers diaris (feiners 2013) |
| ----- | ------------------------------------------------------------------------ | --- | ----------- | -------- | ------------------ | -------------------------------- |
|       | Línia verda Green Line                                                   | B: Park Street – Boston College C: North Station – Cleveland Circle D: Government Center – Riverside E: Lechmere – Heath Street                                                            | 1897        | 37 km    | 66                 | 87.420                           |
|       | Línia taronja Orange Line                                                | Oak Grove – Forest Hills | 1901        | 18 km    | 20                 | 159.220                          |
|       | Línia blava Blue Line                                                    | Wonderland – Bowdoin | 1904        | 9,7 km   | 12                 | 50.477                           |
|       | Línia vermella Red Line                                                  | Alewife – Ashmont Alewife – Braintree | 1912        | 36,2 km  | 22                 | 217.329                          |
|       | Línia d'alta velocitat Ashmont-Mattapan Ashmont–Mattapan High Speed Line | Ashmont – Mattapan | 1929        | 4,2 km   | 8                  | 4.637                            |
|       | Línia platejada Silver Line                                              | SL1: South Station – Logan International Airport SL2: South Station – Design Center SL3: South Station – Chelsea SL4: South Station – Dudley Square SL5: Downtown Crossing – Dudley Square | 2002        | S/D      | 33                 | S/D                              |

### Cobertura
Les quatre línies ferroviàries travessen el centre de la ciutat, formant un quadrilàter. Les línies taronja i verda també tenen dues estacions de correspondència, tot i circular en paral·lel. Les úniques línies sense transbordament directe són la línia vermella amb la blava.
A diferència d'altres xarxes de metro, a la senyalització de les estacions, per indicar en quin sentit es dirigeix cada via, s'utilitzen els termes inbound (cap al centre) o outbound (cap als suburbis). Al centre de la ciutat sí que s'indica la destinació amb les terminals de les línies.
Cada ramal de la línia verda està indicada amb una lletra, ordenades de nord a sud: B, C, D o E. El ramal A es va clausurar el 1969. Els ramals de la línia vermella s'anomenen com la seva terminal: Ashmont i Braintree.

### Colors
Inicialment les línies s'anomenaven per criteris geogràfics, sovint pel carrer o barri on discorria la línia. El 1936 es van enumerar les línies: de l'1 al 3 per les línies de metro i del 4 en endavant per cadascun dels ramals de la línia verda. No obstant, popularment les línies es van continuar anomenant pel seu nom geogràfic.
El 26 d'agost de 1965 es van assignar colors a les línies de metro. Aquest canvi estava inclòs dins d'un pla de modernització de la retolació i la informació de la xarxa de metro. Des de llavors, els colors han servit com a identificadors de les línies. Els nombres assignats a les línies van ser vigents fins al 1966. L'any següent, es va assignar una lletra a cadascun dels ramals de la línia verda.

## Material mòbil
Les quatre línies de metro estan construïdes amb ample internacional, però el material mòbil és incompatible entre si. Les principals diferències entre línies es troben al gàlib, alçada d'andana i sistema de presa de corrent. L'única via de servei que connecta dues línies és entre la línia Ashmont-Mattapan i la línia vermella.
| Sèrie      | Línia    | Entrada en servei | Llargada | Amplada | Presa de corrent          | Cotxes en servei (setembre 2019) | Imatge |
| ---------- | -------- | ----------------- | -------- | ------- | ------------------------- | -------------------------------- | ------ |
| 0700       | Blava    | 2007              | 15 m     | 2,82 m  | Tercer carril i catenària | 94                               |        |
| 1200       | Taronja  | 1979              | 20 m     | 2,82 m  | Tercer carril             | 114                              |        |
| 1400       | Taronja  | 2017              | 20 m     | 2,82 m  | Tercer carril             | 12                               |        |
| 1500, 1600 | Vermella | 1969              | 21 m     | 3,10 m  | Tercer carril             | 62                               |        |
| 1700       | Vermella | 1987              | 21 m     | 3,10 m  | Tercer carril             | 58                               |        |
| 1800       | Vermella | 1993              | 21 m     | 3,10 m  | Tercer carril             | 78                               |        |
| 3600       | Verda    | 1986              | 22 m     | 2,64 m  | Catenària                 | 86                               |        |
| 3700       | Verda    | 1997              | 22 m     | 2,64 m  | Catenària                 | 17                               |        |
| 3800       | Verda    | 1998              | 23 m     | 2,64 m  | Catenària                 | 86                               |        |
| 3900       | Verda    | 2018              | 23 m     | 2,64 m  | Catenària                 | 7                                |        |